# مویس عادلهو
مویس عادلهو (انگلیسی: Moïse Adiléhou؛ زادهٔ ۱ نوامبر ۱۹۹۵) بازیکن فوتبال اهل فرانسه است.
از باشگاه‌هایی که در آن بازی کرده‌است می‌توان به باشگاه فوتبال پورتو، باشگاه فوتبال والنسین، و باشگاه فوتبال اسلوان براتیسلاوا اشاره کرد.
وی همچنین در تیم ملی فوتبال بنین بازی کرده‌است.